# David Atwood
David Atwood (Bedford, 15 de diciembre de 1815 - Madison, 11 de diciembre de 1889) fue un político, editor e impresor estadounidense. Representó al 2.º distrito congresional de Wisconsin en la Cámara de Representantes de los Estados Unidos durante la 2ª y 3ª sesiones del 41.er Congreso.

## Biografía
Nacido en Bedford, Nuevo Hampshire Atwood asistió a las escuelas públicas cuando era niño. Se mudó a Hamilton, Nueva York en 1832, donde fue aprendiz de impresor y luego se convirtió en editor del Hamilton Palladium. Se mudó a Freeport, Illinois en 1845 y se dedicó a actividades agrícolas antes de mudarse a Madison, Wisconsin en 1847 y durante cuarenta y dos años fue editor y editor del Wisconsin Journal. Atwood fue comisionado como general de división en la milicia de Wisconsin por el gobernador Alexander W.Randall en 1858, fue miembro de la Asamblea del estado de Wisconsin en 1861, fue asesor de los Estados Unidos durante cuatro años y se desempeñó como alcalde de Madison, Wisconsin en 1868 y 1869.
En 1870, fue elegido republicano a la Cámara de Representantes de los Estados Unidos para cubrir una vacante causada por la muerte de Benjamin F. Hopkins. Asumió el cargo de representación del segundo distrito del Congreso de Wisconsin en el 41° Congreso, sirviendo hasta 1871 y se negó a ser candidato a la renominación en 1870 para el 42 ° Congreso.
Posteriormente, Atwood reanudó sus actividades en el negocio de los periódicos, fue comisionado en la Exposición del Centenario en representación del Estado de Wisconsin de 1872 a 1876 y fue delegado de la Convención Nacional Republicana en 1872 y 1876. Falleció en Madison, Wisconsin el 11 de diciembre de 1889 y fue enterrado en el cementerio de Forest Hill en Madison.